# Battaglia di Wolkowisk
La battaglia di Wolkowisk fu combattuta tra il 14 e il 16 novembre 1812, nei pressi dell'odierna Vaŭkavysk (Bielorussia), tra le forze austro-francesi del feldmaresciallo Schwarzenberg e le forze russe del generale Osten-Sacken nel contesto della campagna napoleonica di Russia.

## Contesto storico
Dopo che la Russia ebbe infranto gli accordi riguardo al blocco continentale, le forze francesi e i loro alleati diedero inizio a una massiccia invasione della regione. Tale esercito, chiamato "la Grande Armèe", era costituito da oltre 600 000 uomini ed era guidato da Napoleone in persona.
Mentre il corpo principale dell'esercito avanzava in direzione di Mosca, antica capitale dell'Impero russo, due armate erano state poste a guardia dei fianchi, in modo da mantenere salde le comunicazioni e impedire attacchi dalle retrovie. Il fianco settentrionale fu affidato a tre marescialli francesi (Oudinot, MacDonald e Saint-Cyr) mentre quello meridionale agli alleati, in particolare alle forze dell'impero austriaco, guidate dal feldmaresciallo Karl Philipp Schwarzenberg, valido ed esperto generale.

## Antefatti
Dopo la battaglia di Gorodechno, il fianco meridionale era affetto da una relativa pace: Schwarzenberg aveva sconfitto le forze russe di Tormasov, assicurandosi la stabilità delle retrovie. Il generale russo, invece, fu sostituito dall'ammiraglio Chicagov.
Sebbene fu inizialmente chiesto a Chicagov di unirsi all'esercito principale per fermare l'avanzata francese due volte, i messaggi di Kutuzov furono recapitati in fortissimo ritardo, tanto che gli ordini arrivano all'ammiraglio solamente dopo il 23 settembre, quando Borodino era già stata combattuta e Mosca devastata da un incendio. Alla fine, il 29 settembre, l'ultimo ordine di Kutuvoz chiedeva a Chicagov di rimanere dov'era e a Tormasov di tornare al quartier generale russo, a sostituire Bagration, caduto in battaglia a Borodino.
Con l'eccezione di qualche schermaglia minore, non vi furono importanti azioni nel fronte meridionale. Chicagov aveva cercato di passare all'azione, ma Schwarzenberg aveva già ritirato le proprie truppe in una forte posizione difensiva. Sorte opposta toccò ad Essen, attaccato da Reynier e costretto ad abbandonare la città di Biala.
Il 27 ottobre,  Chicagov decise di dividere le sue forze in due gruppi: 27 000 uomini furono affidati a Osten-Sacken mentre gli altri rimasero sotto il suo comando. Quattro giorni dopo, un messaggio di Kutuzov, seguente alla battaglia di Malojaroslavec, ordinava al gruppo di marciare su Kiev, dato che Napoleone stava marciando verso Kaluga in quella direzione. Considerati i problemi di comunicazione avuti in precedenza, assegnò 15 000 uomini al nord della Crimea e si diresse con i propri verso Kiev, raggiungendo Slonim il 3 novembre.
Osten - Sacken, da buon stratega, cercò di mascherare quanto più possibile i movimenti dell'ammiraglio Chicagov ma Schwarzenberg, per nulla confuso dalle sue manovre, si avvicinò a Slonim il 12 novembre, minacciando direttamente la retroguardia dell'ammiraglio russo.

## La battaglia

### 14 Novembre
Nei giorni precedenti all'arrivo a Slonim, un distaccamento dell'esercito di Schwarzenberg, guidato dal generale Reynier, fungeva da avanguardia ed aveva raggiunto Rudnia, passando, mentre era in marcia, la città di Wolkowisk. Venuto a sapere dei movimenti di Osten-Sacken, che stava portando i suoi soldati da Bielowa a Wolkowisk, decise di tornare indietro ed occupare la città con i suoi uomini. La città vera e propria fu occupata da qualche centinaio di uomini, mentre la restante parte della sua divisione si accampò nelle colline circostanti. Le forze di Reynier non potevano competere con le superiori forze russe, pertanto il generale inviò un messaggio urgente a Schwarzenberg, richiedendo un intervento immediato a Wolkowisk, siccome Osten-Sacken era passato all'attacco.

### 15 Novembre
Verso le ore 3, le forze russe approcciarono la città. L'avanguardia russa era entrata nella città senza essere osservata. Quando Reynier si rese conto della cosa, per fuggire saltò dalla finestra. Gli uomini della guarnigione francese furono per lo più feriti o uccisi, sebbene una consistente parte riuscì a fuggire, con qualche difficoltà. Al sorgere del sole, gli uomini di Reynier discesero in forze dalle colline e ripresero la città. Osten-Sacken, cacciato dalla città, vedendo i napoleonici in formazione da battaglia, dispose i suoi uomini in formazione, ma ingaggiò il nemico solamente sulla propria ala destra.

### 16 Novembre
Alle prime luci dell'alba, 2 000 russi attaccarono la città, cacciando per la seconda volta le forze di Reynier. Verso mezzogiorno, riprese ad attaccare con vigore, concentrando le proprie azioni sull'ala sinistra del nemico, come fatto nel giorno precedente.
Verso le 15, si udirono dei cannoni in lontananza, a segnalare l'arrivo dei rinforzi di Schwarzenberg. Quest'ultimo, lasciati 7 000 uomini di guardia a Slonim, si diresse immediatamente verso il luogo della battaglia. Con il morale alle stelle, Reynier rinnovò l'attacco, scacciando i russi da Wolkowisk. Con il calare della notte, questi si ritirarono in direzione di Brest Litovsk per evitare l'accerchiamento.

## Conseguenze
Schwarzenberg inizialmente seguì Osten-Sacken, ma fu poi costretto da Maret a dirigersi verso Minsk, distante più di 300 km da Wolkowisk, con l'evidente compito di assicurare la protezione del ponte di Borisov, passaggio prescelto per il ritorno dell'armata principale. Inizialmente riluttante all'idea, Schwarzenberg seguì gli ordini, salvo poi decidere diversamente: la strada che portava a Minsk era in pessime condizioni e il peggioramento delle condizioni meteorologiche lo spinsero ad agire diversamente da quanto a lui ordinato. Probabilmente, se il suo esercito fosse stato a Borisov, sarebbe riuscito a bloccare Chicagov e la battaglia della Beresina non sarebbe avvenuta.
Probabilmente, ad influenzare tale decisione, fu un accordo segreto tra Vienna e San Pietroburgo, nel quale Schwarzenberg si sarebbe impegnato ad aiutare i francesi quanto meno possibile, pur mantenendo la parvenza di alleato.